# Michel Benita

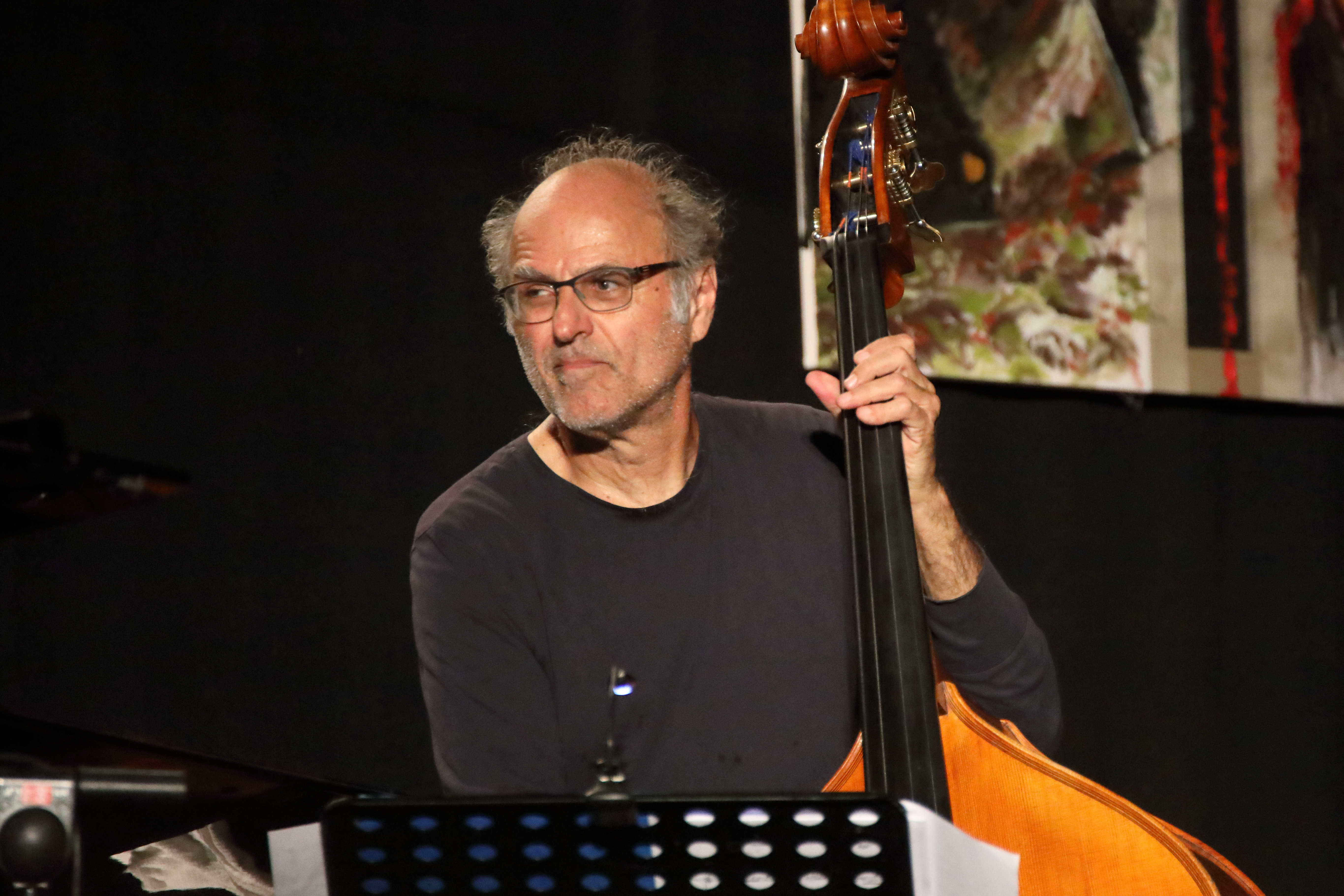
Michel Benita auf dem INNtöne Jazzfestival 2019

Michel Benita (* 29. Juli 1954 in Algier) ist ein französischer Jazzbassist.

## Leben und Wirken
Im Alter von fünf Jahren zog Benita mit seinen Eltern nach Frankreich. Zunächst studierte er an der Musikakademie von Montpellier Gitarre, dann Bass. Zunächst spielte er im Süden Frankreichs mit Musikern wie Jean-Marc Padovani, Guy Lafitte oder Bill Coleman; dann nahm er Unterricht bei Henri Texier. 1981 zog er nach Paris, wo als Studio- und Sessionmusiker tätig war. So arbeitete er mit Michel Portal, Joe Lovano, Lee Konitz, Daniel Humair, André Ceccarelli, Michel Legrand, Horace Parlan, Archie Shepp und Adam Nussbaum.
François Jeanneau, in dessen Quartett er wirkte, holte ihn 1986 in die erste Ausgabe des Orchestre National de Jazz, mit dem er auf Tourneen in Europa und Afrika unterwegs war. Ab 1988 präsentierte er im Quartett mit der Pianistin Rita Marcotulli dem Publikum seine eigenen Kompositionen. Sein warmer, kraftvoller und flexibler Ton auf dem Kontrabass führte zur Zusammenarbeit mit Musikern wie Marc Ducret, Martial Solal und Nguyên Lê, aber auch mit Gil Evans, McCoy Tyner, Toots Thielemans, Judy Niemack, Urs Leimgruber, Don Friedman und Dino Saluzzi.
Mit Schlagzeuger Aldo Romano, Paolo Fresu und Glenn Ferris leitete er das Bandprojekt Palatino, das europaweit auftrat. Anschließend war er mit Erik Truffaz auf einer Welttournee, beschäftigte sich mit Nu Jazz und arbeitete auch mit Robert Wyatt.

## Diskographische Hinweise
- Preferences (mit Dewey Redman, Rita Marcotulli und Aldo Romano; 1990)
- Soul (mit Dewey Redman, Rita Marcotulli und Aldo Romano; 1994)
- Lower the Walls (mit Bobby Thomas, Andy Sheppard und Sylvain Luc; 1998)
- Rough (mit Gaël Horellou, Philippe Garcia; 2001)
- Drastic (mit Nils Petter Molvær, Dhafer Youssef, Erik Truffaz, Jalal und Kpt’n Planet, 2006)
- Erskine-Lê-Benita: Dream Flight (2008)
- Ethics (mit Mieko Miyazaki, Eivind Aarset, Mathieu Michel, Philippe Garcia, 2010)
- Looking at Sounds ECM, (2020)